# Crumomyia immensa
Crumomyia immensa är en tvåvingeart som först beskrevs av Arnold Spuler 1925.  Crumomyia immensa ingår i släktet Crumomyia och familjen hoppflugor. Inga underarter finns listade i Catalogue of Life.